# 富屋町
富屋町（とみやちょう）は静岡県浜松市中央区の町名。丁番を持たない単独町名である。住居表示未実施。

## 地理
浜松市中央区の南東部、河輪地区の中西部に位置する。東で西町、西で御給町及び下江町、南で松島町、北で立野町と接する。

### 学区
小学校・中学校の学区は以下の通りである。
- 浜松市立河輪小学校
- 浜松市立東陽中学校

## 歴史

### 町名の由来
1596年～1615年の頃、蒲島（現在の浜松市中央区西町）から屋敷が飛んでいたので、「飛屋敷」といわれた。その後、村人が幸福を願って「富み屋敷」とした。

### 沿革
- 1889年（明治22年）4月1日 - 町村制の施行により、長上郡富屋敷村・清光庵村が周辺の村と合併して長上郡河輪村となる。旧村名は河輪村の大字として残る[書籍 2]。
- 1896年（明治29年）4月1日 - 郡制の施行により、河輪村の所属郡が浜名郡に変更となる。
- 1951年（昭和26年）3月23日 - 河輪村が浜松市に編入される。河輪村大字富屋敷が浜松市富屋町へ住所変更する。また、大字清光庵を編入する[書籍 3]。
- 2007年（平成19年）4月1日 - 浜松市が政令指定都市となる。富屋町は南区の一部となる。
- 2024年（令和6年）1月1日 - 浜松市の行政区再編により、富屋町は中央区の一部となる。

## 施設
- 静岡県警察浜松東警察署富屋町交番
- 中部電力パワーグリッド芳川変電所
- 曹洞宗 深海山 弘誓寺
- 貴船神社

## 交通

### 道路
- 静岡県道316号舞阪竜洋線（掛舞線）[書籍 4]
- 浜松市道西町松島線（農免道路）[書籍 5][WEB 8][WEB 9]
- 浜松市道富屋1号線（東陽中学通り）[WEB 10][WEB 11]
- 浜松市道富屋3号線（富屋中道）[WEB 12][WEB 13]
- 浜松市道富屋10号線（清光庵水神様通り）[WEB 12][WEB 13]
- 浜松市道富屋14号線（富屋敷表通り）[WEB 12][WEB 13]

## その他

### 警察
警察の管轄区域は以下の通りである。
| 番・番地等 | 警察署       | 交番・駐在所 |
| ---------- | ------------ | ------------ |
| 全域       | 浜松東警察署 | 富屋町交番   |

### 消防
消防の管轄区域は以下の通りである。
| 番・番地等 | 消防署   | 本署/出張所 |
| ---------- | -------- | ----------- |
| 全域       | 南消防署 | 芳川出張所  |

### 書籍
1. ↑  『わが町文化誌 水と光と緑のデルタ』浜松市南陽公民館、1991年10月22日、31頁。
2. ↑  『浜松市史 三』浜松市役所、1980年3月26日、176頁。
3. ↑  『わが町文化誌 水と光と緑のデルタ』浜松市南陽公民館、1991年10月22日、31頁。
4. ↑  『わが町文化誌 水と光と緑のデルタ』浜松市南陽公民館、1991年10月22日、67,68頁。
5. ↑  『わが町文化誌 水と光と緑のデルタ』浜松市南陽公民館、1991年10月22日、73頁。

### WEB
1. ↑  “h02_22.csv”.   総務省 (2022年2月10日). 2024年8月6日閲覧。
2. ↑  “chuouku_menseki.xlsx”.   浜松市 (2024年3月12日). 2024年8月6日閲覧。
3. ↑  “静岡県 浜松市中央区 富屋町の郵便番号 - 日本郵便”.   日本郵便. 2025年2月15日閲覧。
4. ↑  “市外局番の一覧”.   総務省 (2022年3月1日). 2024年8月6日閲覧。
5. ↑  “事業所案内及び管轄地域（事務所3件、分室3件）”.   一般社団法人静岡県自動車会議所. 2024年8月6日閲覧。
6. ↑  “住居表示実施状況／浜松市”.   浜松市 (2024年1月4日). 2024年8月6日閲覧。
7. ↑  “学校名から探す／浜松市”.   浜松市 (2024年1月1日). 2024年8月6日閲覧。
8. ↑  “07aisyouhyoushiki-hyoushiki3.pdf”.   浜松市南陽協働センター (2024年7月5日). 2024年8月6日閲覧。
9. ↑  “08aisyouhyoushiki-itizu.pdf”.   浜松市南陽協働センター (2024年7月5日). 2024年8月6日閲覧。
10. ↑  “07aisyouhyoushiki-hyoushiki3.pdf”.   浜松市南陽協働センター (2024年7月5日). 2024年8月6日閲覧。
11. ↑  “08aisyouhyoushiki-itizu.pdf”.   浜松市南陽協働センター (2024年7月5日). 2024年8月6日閲覧。
12. 1 2 3  “kawawa-map-5p.pdf”.   浜松市南陽協働センター (2024年7月5日). 2024年8月6日閲覧。
13. 1 2 3  “kawawa-map-3p.pdf”.   浜松市南陽協働センター (2024年7月5日). 2024年8月6日閲覧。
14. ↑  “富屋町交番｜静岡県警察”.   静岡県警察 (2024年1月1日). 2024年8月6日閲覧。
15. ↑  “消防署の町別管轄「と」／浜松市”.   浜松市 (2024年3月21日). 2024年8月6日閲覧。